# Нью-Ричленд (город, Миннесота)
Нью-Ричленд (англ. New Richland) — город в округе Уосика, штат Миннесота, США. На площади 1,5 км² (1,5 км² — суша, водоёмов нет), согласно переписи 2002 года, проживают 1197 человек. Плотность населения составляет 773,3 чел./км².
- Телефонный код города — 507
- Почтовый индекс — 56072
- FIPS-код города — 27-45862[1]
- GNIS-идентификатор — 0648518[2]